# Olev Remsu

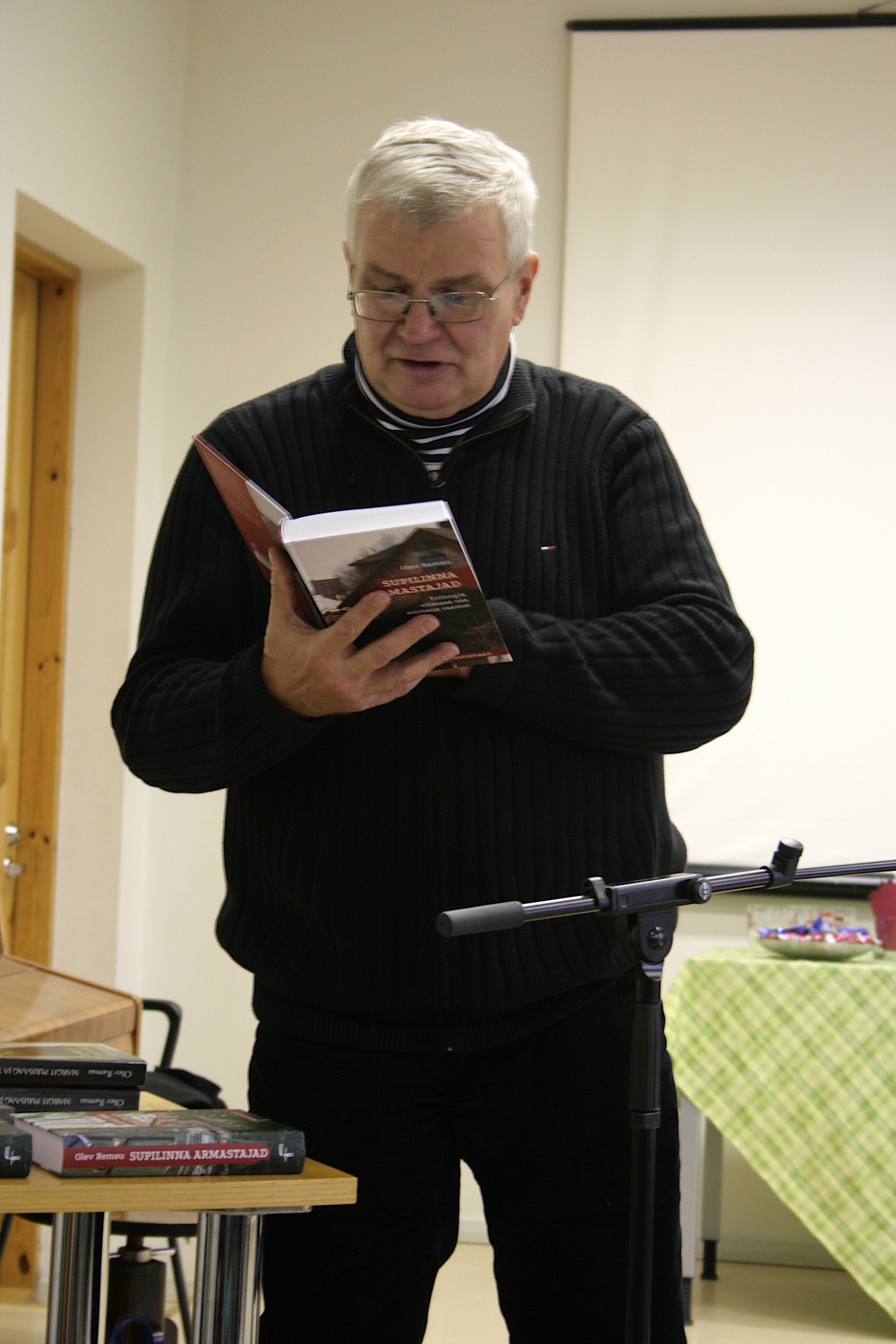
Olev Remsu (2014)

Olev Remsu (ehemals Remsujev, * 1. November 1947 in Tartu) ist ein estnischer Schriftsteller.

## Leben
Olev Remsu wurde als Sohn eines karelischen Lokführers und einer estnischen Gärtnerin geboren und ging von 1955 bis 1966 in Tartu zur Schule. Von 1966 bis 1972 studierte er an der Universität Tartu, die er als ausgebildeter Journalist 1972 verließ. Anschließend arbeitete er in den Redaktionen der Zeitungen Noorte Hääl (1972–1975) und Sirp ja Vasar (1977–1978). Danach machte er von 1979 bis 1982 in Moskau bei Walentin Tschernych eine Zusatzausbildung in Filmdramaturgie. Von 1982 bis 1985 arbeitete er bei Tallinnfilm. Daneben nahm er „vielfältige Gelegenheitsjobs wahr: Meliorator, Transportarbeiter, Verkäufer, Matrose, Heizer, Viehtransporteur, Schlangenjäger, Reiseführer und Asphaltierer.“
Olev Remsu war Mitglied der literarischen Gruppierung Wellesto, in der er eine führende Rolle einnahm. Später hat er den Namen der Gruppe auch als Bezeichnung seines eigenen Verlags verwendet. Er ist seit 1988 Mitglied des Estnischen Schriftstellerverbandes.

## Werk
Remsu debütierte 1966 in einem Schüleralmanach und publizierte 1976 sein erstes Buch. Es folgten noch einige sporadische Publikationen in den 1980er Jahren, in denen er die „Herausbildung der Beatkultur“ thematisiert, aber seine größte Produktivität erreichte der Autor erst mit der Wiederherstellung der Unabhängigkeits Estlands 1991.
Einen Wendepunkt bildete hierbei sein Roman Trauerspiel in Babel, der 1989 erschien, als die sowjetische Zensur zwar noch nicht völlig weggefallen, jedoch deutlich abgemildert war. Er war zwischen 1983 und 1986 entstanden und ist eine gegen jedwede Form von Totalitarismus gerichtete Dystopie, die mit George Orwells Roman 1984 verglichen wurde.
In seinen späteren Werken dominieren Erinnerungen und Reiseschilderungen, so treten zum Beispiel allein in den Titeln seiner Werke neben dem erwähnten Babel auch „Oxford, Moskau, Prag, Paris, London und China [auf], nur ein geringer Teil seiner Bücher spielte sich in Estland ab“ – dies war der Stand von 2006. Danach hat der ebenso eifrig Reisende wie Schreibende seinem Œuvre noch etliche weitere Reisebeschreibungen hinzugefügt.

## Auszeichnungen
- 1993 Preis des Estnischen Schriftstellerverbandes, Sparte Publizistik.
- 2002 Preis des Estnischen Kulturkapitals, Sparte Prosa.
- 2013 Tammsaare-Preis der Gemeinde Albu

## Bibliographie
- Homne karikakar ('Morgige Hundskamille'). Tallinn: Perioodika 1976. 91 S. (Loomingu Raamatukogu 10 11/1976)
- Lapsepõlvest Malleta ('Über eine Kindheit ohne Malle'). Tallinn: Eesti Raamat 1981. 176 S.
- Kurbmäng Paabelis. Sürrealistlik barokkromaan ('Trauerspiel in Babel. Surrealistischer Barockroman'). Tallinn: Eesti Raamat 1989. 492 S.
- Armastusega Oxfordi ('Mit Liebe nach Oxford'). Tallinn: Eesti Raamat 1991. 224 S.
- Elu Moskvas (Memuaarid I) ('Das Leben in Moskau (Erinnerungen I)'). Haapsalu: Wellesto 1991. 66 S.
- Tartu- ja Praha-mälestused II ('Tartuer und Prager Erinnerungen II'). Haapsalu, Tartu: Wellesto 1992. 48 S.
- Poeet & Jeesus (Tekste aastaist 1986-1990) ('Der Poet & Jesus (Texte aus den Jahren 1986–1990)'). Tallinn: Umara 1994. 215 S.
- Liikuja autoportree ('Selbstporträt von einem, der sich bewegt'). Tallinn: Kupar 1995. 160 S.
- Pariisi linnas Londonis ehk Euroeesti hääled ('In der Stadt Paris in London oder Euroestnische Stimmen'). Tallinn: Eesti Raamat 1996. 103 S.
- Kuidas rikkuda piiri?  ('Wie kann man die Grenze verletzen?') Tallinn: Virgela 1997. 238 S. (Gramma IV)
- Tšingis-Khaan on Ungern-Sternberg. Näitemäng üheksas pildis kahe vaheajaga ('Dschingis Khan ist Ungern-Sternberg. Schauspiel in neun Akten mit zwei Pausen'). Tallinn: Perioodika 1997. 63 S. (Loomingu Raamatukogu 35/1997)
- Artur Magnussoni suur sõjasuvi. Lühiromaan ('Artur Magnussons großer Kriegssommer. Kurzroman'). Tallinn: Eesti Raamat 1997. 190 S.
- Haapsalu tragöödia. I osa: Erik Norrmani päevik ('Die Tragödie von Haapsalu. I. Teil: Erik Norrmans Tagebuch'). Tallinn: Virgela 1998. 356 S.
- Kindralleitnant Robert Roman Ungern-Sternberg. Hiiumaa parun, kellel oli maailma suurim varandus ja kes tahtis vallutada Europa ('Generalleutnant Robert Roman Ungern-Sternberg. Der Baron von Hiiumaa, der das größte Vermögen der Welt hatte und Europa erobern wollte'). Haapsalu: V. Pinn 1999. 77 S.
- Ungern-Sternberg – sõjajumal. I+II ('Ungern-Sternberg – Kriegsgott. I+II'). Tallinn: Virgela 1999. 400 + 349 S.
- Haapsalu tragöödia III ('Die Tragödie von Haapsalu. III'). Tallinn: Virgela 2000. 554 S.
- Paradiisisaared Tahiti ja Tonga. Valitud reisikirjad I ('Die paradiesischen Inseln Tahiti und Tonga. Ausgewählte Reisebriefe I'). Tallinn: Eesti Keele Sihtasutus 2001. 196 S.
- Margit Puusaag ja tema mehed. Valitud teosed II ('Margit Puusaag und ihre Männer. Ausgewählte Werke II'). Tallinn: Wellesto 2001. 344 S.
- Juhan Liivi armastuse valu ('Juhan Liivs Liebesschmerz'). Tallinn: Wellesto 2001. 156 S.
- Kevad Hiinas ('Frühjahr in China'). Tallinn: Eesti Keele Sihtasutus 2002. 261 S.
- Päästke mind. Kalad kõnniteel ('Rettet mich. Fische auf dem Fußweg'). Tallinn: Wellesto 2004. 75 + 58 S.
- Rudimoisi isa ('Der Vater von Rudimoisi'). Tallinn: Wellesto 2006. 67 S.
- Juuditar ja idasakslanna ('Jüdin und Ostdeutsche'). Tartu: Wellesto 2007. 52 S.
- Musketäride muundumised ('Die Verwandlungen der Musketiere'). Tallinn: Eesti Keele Sihtasutus 2008. 454 S.
- Kodunt kaugemal ('Ferner von zu Hause'). Tallinn: Eesti Raamat 2008. 187 S.
- Toronto, New York, Los Angeles. Tallinn: Go Group 2008. 120 S.
- Rongiga maailma lõppu. Tallinn – Moskva – Vladivostok ('Mit dem Zug ans Ende der Welt. Tallinn – Moskau – Wladiwostok'). Tallinn: Go Group 2009. 270 S.
- Islam ja diktatuurid, Venemaa ja Kesk-Aasia ('Islam und Diktaturen, Russland und Zentralasien'). Tallinn: Go Group 2010. 268 S.
- Liiviküla ehk Lifljandia. Eesti asundus Vaikse ookeani ääres ('Liiviküla oder Lifljandia. Eine estnische Siedlung am Stillen Ozean'). Tallinn: Eesti Raamat 2010. 136 S.
- Minu Neenetsimaa ('Mein Nenzenland'). Tartu: Petrone Print 2010. 232 S.
- Bussiga Poolas I ('Mit dem Bus in Polen I'). Tallinn: Go Group 2010. 159 S.
- Bussiga Poolas II ('Mit dem Bus in Polen II'). Tallinn: Go Group 2011. 175 S.
- München, Hitler ja Dostojevski ('München, Hitler und Dostojewski'). Tallinn: Go Group 2012. 238 S.
- Elitaarne mees Harry Männil ('Der elitäre Harry Männil'). Tallinn: Tänapäev 2012. 288 S.
- Supilinna poisid. Mälestusromaan ('Die Jungen aus der Suppenstadt. Erinnerungsroman'). Tallinn: Tänapäev 2012. 392 S.
- Supilinna surmad ('Die Tode der Suppenstadt'). Tallinn: Tänapäev 2012. 510 S.
- Püha Baikal ('Der heilige Baikal'). Tallinn: Go Group 2013.126 S.
- Supilinna armastajad. Triloogia viimase osa esimene raamat ('Die Liebhaber der Suppenstadt. Erstes Buch des letzten Teils der Trilogie'). Tallinn: Tänapäev 2013. 413 S.
- Supilinna armastajad. Triloogia viimase osa teine ja viimane raamat ('Die Liebhaber der Suppenstadt. Zweites und letztes Buch des letzten Teils der Trilogie'). Tallinn: Tänapäev 2014. 623 S.
- Inge ja Epp, kaks pruuti. Teekond. Kamtšatka. Armastusromaan ('Inge und Epp, zwei Bräute. Die Reise. Kamtschatka. Liebesroman'). Tallinn: Tänapäev 2014. 435 S.

## Sekundärliteratur
- Astrid Reinla: „Põgenege Paabelist ja igaüks päästku oma hing …“ (Jeremija 51,6), in: Looming 4/1990, S. 569–570.
- Voldemar Pinn: Orwelli Loomade farmi kõrval Remsu Paabel in: Keel ja Kirjandus 7/1990, S. 436–438.
- Maarius Mehu, Rein Tootmaa: Ikkagi, in: Vikerkaar 7/1990, S. 90–91.
- Teet Kallas, Olev Remsu: Räägi endast, 50-aastane Remsu, in: Looming 11/1997, S. 1548–1560.